# 熊本県高等学校一覧
|                                 | 77校                      |
| 国立                            | なし                      |
| 公立                            | 52校                      |
| 私立                            | 25校                      |
| 教育委員会所在地                | 〒862-8609 （教育庁専用） |
| 熊本市中央区水前寺六丁目18番1号 |                           |
| 公式サイト                      | 熊本県教育委員会          |

熊本県高等学校一覧（くまもとけんこうとうがっこういちらん）は、熊本県の高等学校一覧。
全日制課程の存在しない高等学校については、定時制は「○○高等学校｛定時制｝」通信制は「○○高等学校｛通信制｝」定時制・通信制共に存在する場合は、定時制表記で記載する。

## 県立高等学校

### 熊本市

#### 中央区
- 熊本県立済々黌高等学校
- 熊本県立熊本高等学校
- 熊本県立第一高等学校
- 熊本県立湧心館高等学校
- 熊本県立熊本商業高等学校
- 熊本県立熊本工業高等学校

#### 東区
- 熊本県立第二高等学校
- 熊本県立東稜高等学校

#### 西区
- 熊本県立熊本西高等学校

#### 南区
- 熊本県立熊本農業高等学校

#### 北区
- 熊本県立熊本北高等学校

### 八代市
- 熊本県立八代高等学校 - 併設型中高一貫教育校
- 熊本県立八代東高等学校
- 熊本県立八代工業高等学校
- 熊本県立八代農業高等学校
  - 泉分校
- 熊本県立八代清流高等学校

### 宇土市
- 熊本県立宇土高等学校 - 併設型中高一貫教育校

### 宇城市
- 熊本県立松橋高等学校
- 熊本県立小川工業高等学校

### 荒尾市
- 熊本県立岱志高等学校

### 玉名市
- 熊本県立玉名高等学校 - 併設型中高一貫教育校
- 熊本県立北稜高等学校
- 熊本県立玉名工業高等学校

### 山鹿市
- 熊本県立鹿本高等学校
- 熊本県立鹿本農業高等学校
- 熊本県立鹿本商工高等学校

### 菊池市
- 熊本県立菊池高等学校
- 熊本県立菊池農業高等学校

### 阿蘇市
- 熊本県立阿蘇中央高等学校

### 水俣市
- 熊本県立水俣高等学校

### 人吉市
- 熊本県立人吉高等学校
  - 五木分校
- 熊本県立球磨工業高等学校

### 上天草市
- 熊本県立上天草高等学校

### 天草市
- 熊本県立天草高等学校
  - 倉岳校
- 熊本県立天草工業高等学校
- 熊本県立牛深高等学校
- 熊本県立天草拓心高等学校

### 菊池郡
- 熊本県立大津高等学校
- 熊本県立翔陽高等学校

### 阿蘇郡
- 熊本県立小国高等学校
- 熊本県立高森高等学校

### 上益城郡
- 熊本県立御船高等学校
- 熊本県立甲佐高等学校
- 熊本県立矢部高等学校

### 葦北郡
- 熊本県立芦北高等学校

### 球磨郡
- 熊本県立球磨中央高等学校
- （新）熊本県立南稜高等学校

## 市立高等学校
- 熊本市立必由館高等学校
- 熊本市立千原台高等学校

## 私立高等学校

### 熊本市

#### 中央区
- 九州学院高等学校
- 鎮西高等学校
- 真和高等学校
- 開新高等学校
- 熊本学園大学付属高等学校
- 尚絅高等学校
- 慶誠高等学校
- 熊本国府高等学校
- ルーテル学院高等学校
- 熊本信愛女学院高等学校
- 熊本中央高等学校

#### 東区
- 東海大学付属熊本星翔高等学校
- 熊本マリスト学園高等学校

#### 西区
- 文徳高等学校

### 八代市
- 八代白百合学園高等学校
- 秀岳館高等学校

### 玉名市
- 玉名女子高等学校
- 専修大学熊本玉名高等学校

### 荒尾市
- 有明高等学校

### 菊池市
- 菊池女子高等学校

### 山鹿市
- 城北高等学校

### 天草市
- 勇志国際高等学校｛通信制｝

### 阿蘇郡
- くまもと清陵高等学校｛通信制｝

### 上益城郡
- 一ツ葉高等学校｛通信制｝